# Вішалка

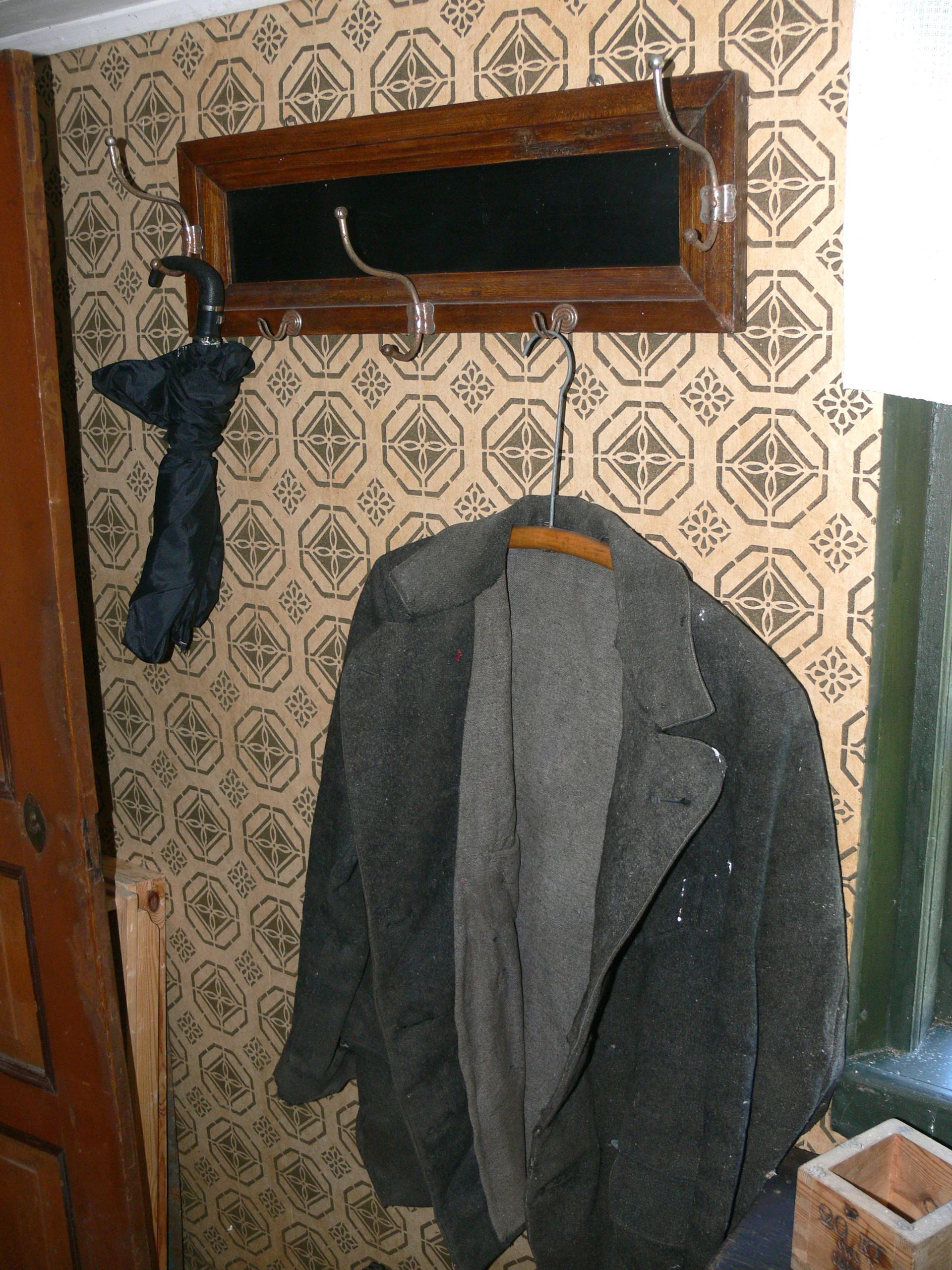
Типова вішалка з гачками та плічками

Ві́шалка чи віша́к — поличка або стояк з кілочками або гачками, а також окремий гачок чи перекладина для вішання одягу, капелюхів, парасольок тощо.
У старовину пристрої для вішання одягу були вельми простими: вбиті в стінку кілки, гачки («ключки»), горизонтально підвішені на двох мотузках жердки (вони також називалися ві́шалами). Вішала використовували і на дворі: для сушіння снопів, тютюну.
Зараз існують різноманітні конструкції вішаків — від цвяха, вбитого в стіну, до вішаків — витворів мистецтва.
Вішалки можуть бути настінними, підлоговими (стояча вішалка відома в діалектах під назвою шара́ґи), переносними (наприклад, вішак на коліщатках). Існують варіанти металоконструкції, вкрученої у меблі. У шафах-гардеробах часто встановлюють вішалку-штангу у вигляді горизонтальної жердини, труби чи видовженої дротяної скоби, на якій вішають плічка.
Одяг вішається на гачки, вушка, на плічка (які теж називаються вішаком) чи скріпляється защіпками. Одяг, що зберігається на вішаку, не зминається.

## Див. також

Вішалки
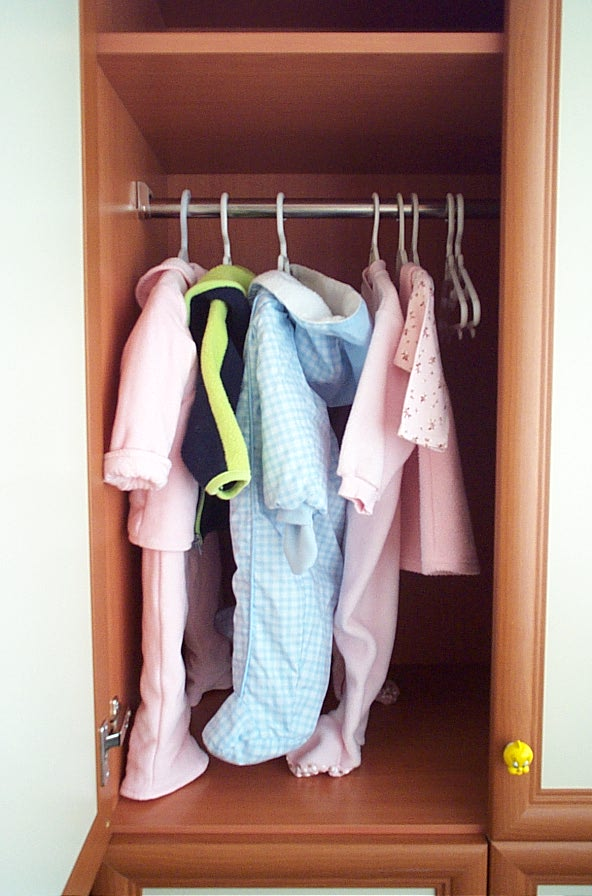
Вішалка-штанга з плічками у шафі
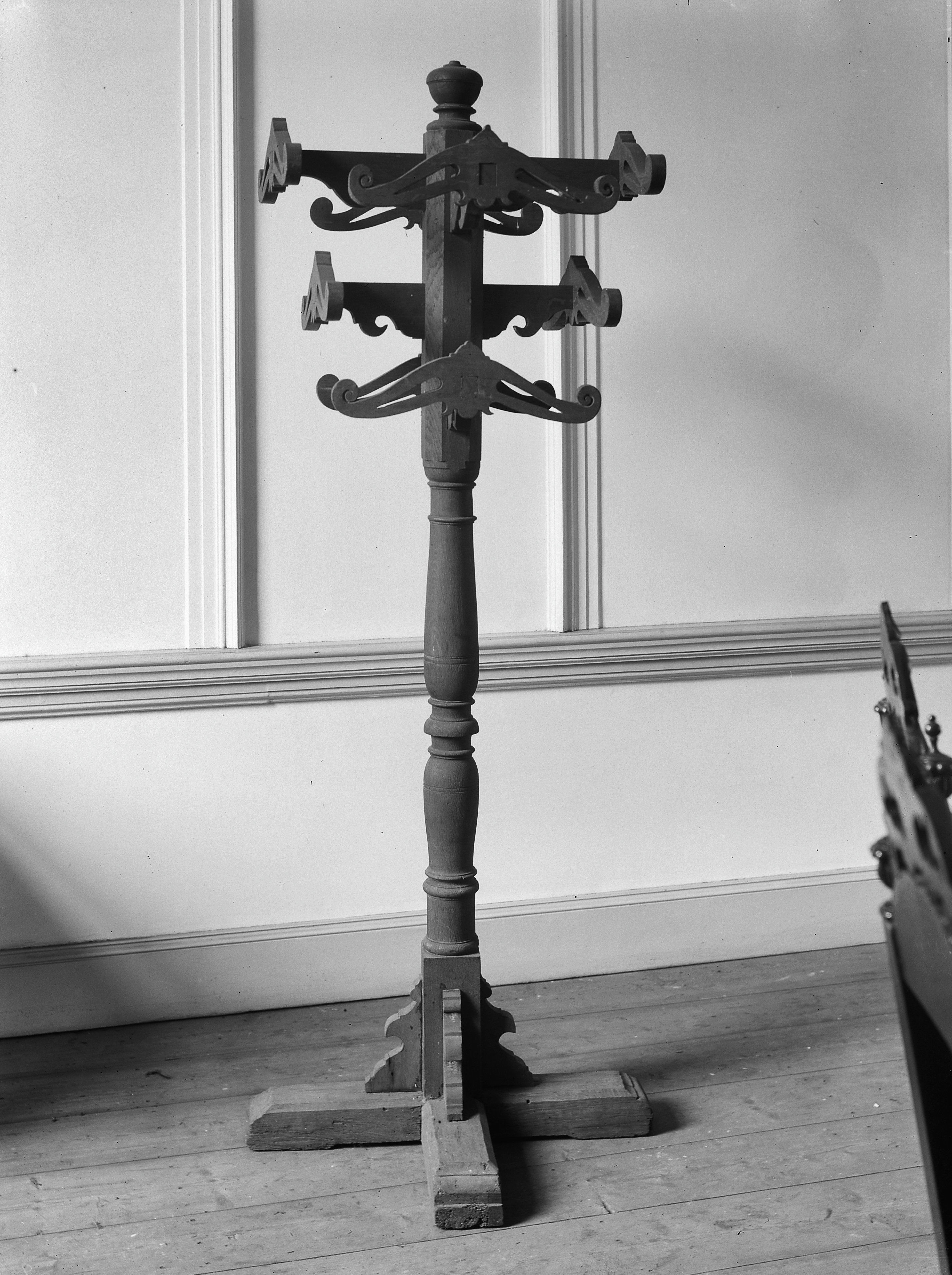
Стояча вішалка
Гардеробна вішалка з номерами
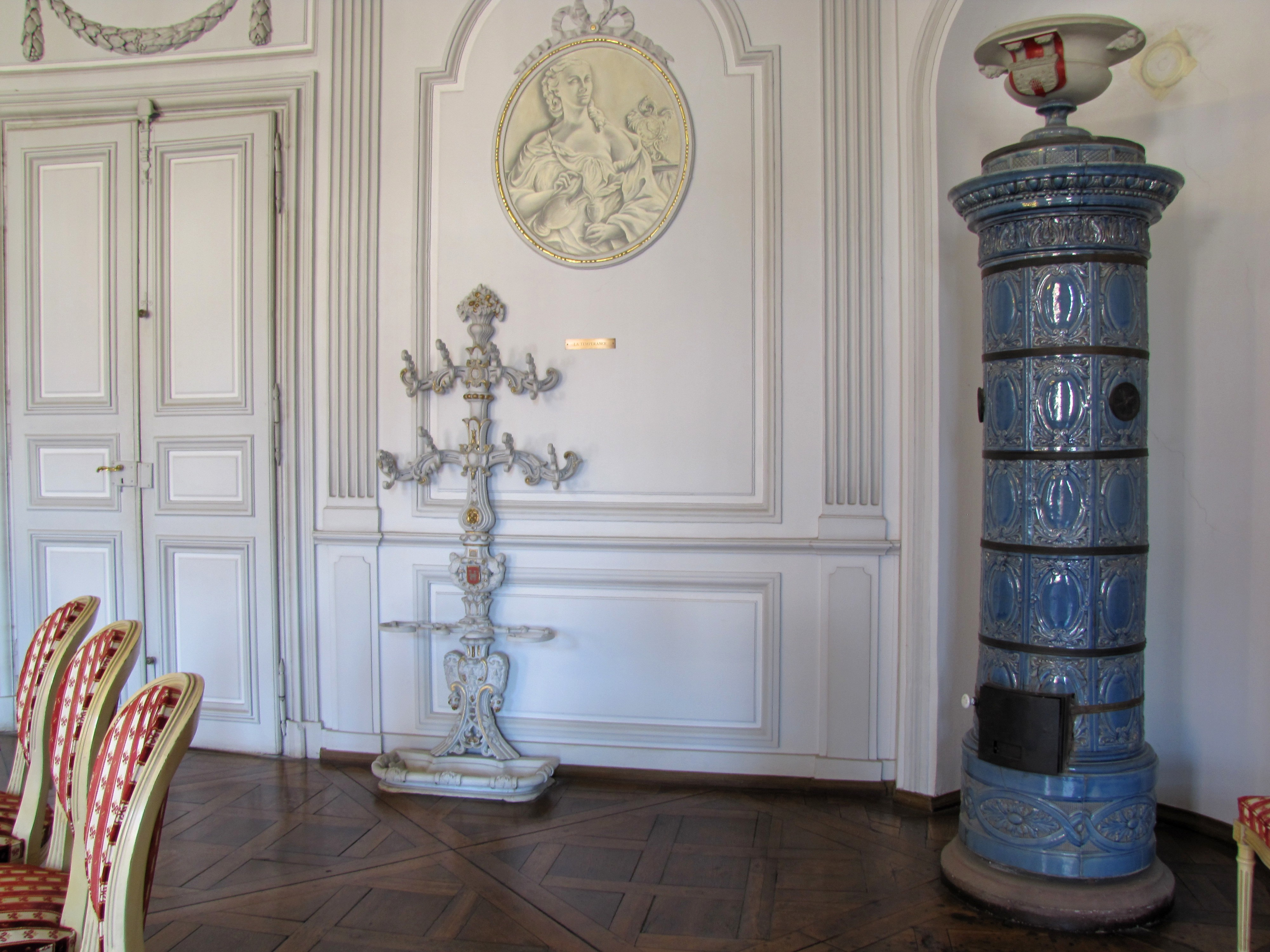
Порцелянова вішалка. Ратуша у Віссамбурі